# 曼利溫泉 (阿拉斯加州)
曼利溫泉（英語：Manley Hot Springs）是位於美國阿拉斯加州育空-科尤庫克人口普查區的一個人口普查指定地區。根據2010年美國人口普查，該地共人口89人，而該地的面積約為140.60平方千米。

## 地理
曼利溫泉的座標為65°00′28″N 150°37′36″W / 65.00778°N 150.62667°W，而該地的平均海拔高度為82米（即269英尺）。